# Kabinett der Abstrakten
Das Kabinett der Abstrakten ist ein Raum als Dauerausstellung mit Werken der späten 1920er Jahre im Sprengel Museum Hannover nach dem konstruktivistischen Künstler El Lissitzky.

## Geschichte
Im Auftrag von Alexander Dorner richtete El Lissitzky zwischen Herbst 1926 und Februar 1928 im 45sten Raum der Gemäldegalerie des damaligen „Provinzialmuseums“ (heute: Niedersächsisches Landesmuseum Hannover) ein Kabinett der Abstrakten nach dem Dresdner Vorbild. Dabei entwarf El Lissitzky ein in sich dynamisches „Gesamtkunstwerk“, das über die seinerzeit aktuellen Entwicklungen in Kunst und Kultur informierte und den Besuchern Spielraum ließ für eigene Gestaltungsvarianten.
El Lissitzkys Entwurf setzte Alexander Dorner mit Bildern um, aber auch Plastiken von Picasso, Piet Mondrian, Fernand Léger, László Moholy-Nagy, Alexander Archipenko, Kurt Schwitters und anderen.
Das Kabinett der Abstrakten errang geradezu Weltruhm, ein solcher, ganzer Raum war seinerzeit „absolut singulär in der nationalen wie internationalen Museumslandschaft - ausschließlich der Moderne von den Expressionisten bis zu den Abstrakten gewidmet“. Nach dem späteren Gründungsdirektor des Museum of Modern Art in New York, Alfred Barr, war die Ausstellung „wahrscheinlich der bedeutendste Einzelraum der Kunst des 20. Jahrhunderts“.
Nach der Machtergreifung durch die Nationalsozialisten setzte Alexander Dorner das Kabinett zunächst ein, um den Einfluss moderner Tendenzen auf die NS-Kultur zu verdeutlichen. Doch mit der „Aktion Entartete Kunst“ wurden 1937 240 Werke aus öffentlichem Besitz beschlagnahmt, das Kabinett der Abstrakten zerstört.
Auf Initiative von Lydia Dorner, der Witwe Alexander Dorners, wurde 1968 das Kabinett der Abstrakten im Niedersächsischen Landesmuseum unter Harald Seiler rekonstruiert und am 20. Juni des Jahres wieder eröffnet. Seit 1979 wurde die Sammlung schließlich vom Sprengel Museum Hannover übernommen.

## Rekonstruktion 2016/2017
Nach nahezu fünf Jahrzehnten waren die Funktionalität und Interaktion der Besucher mit den Exponaten nicht mehr gewährleistet. Die Überlegungen gingen dahin, den Raum grundlegend zu sanieren oder völlig neu einzurichten. Man entschied sich für letzteres und begann, den Raum in seiner architektonischen Beschaffenheit, der Farbigkeit und Beleuchtung so originalgetreu wie möglich zu rekonstruieren. Auch auf die Gefahr hin, dass ein Ersatz stets das Risiko einer gewissen Verfälschung der Historie birgt. Grundlage bildeten Fotografien, die den Raum im Zustand von 1928 zeigen sowie Lissistzkys Zeichnungen und Texte. Für die Wahl der Materialien, wie Holz, Eisenbänder, Linoleum und Farbe galt die Vorgabe, den Standards des 1920er geltenden Handwerks zu folgen.
Am 18. Februar 2017 wurde die Neu-Rekonstruktion, die mit Unterstützung von E)(POMONDO by Holtmann, Hannover-Langenhagen, durchgeführt worden war, für die Öffentlichkeit wieder begehbar gemacht.